# Свинтила
Свинтила (Suintila; Swinthila, Svinthila; 588 – 633/635) е крал на вестготите от март 621 г. до 26 март 631 г.
Свинтила е син на Рекаред I и Бадо. Брат е на генерал Геила. Вероятно е женен за Теодора, дъщерята на крал Сизебут.
Свинтила е генерал при Сизебут. След смъртта на крал Рекаред II през март 621 г. Свинтила е издигнат за крал на вестготите.
През 625 г. изгонва византийците от последната им крепост в Картахена. Така вестготите владеят целия Иберийски полуостров. Кеута и Балеарите остават обаче византийски.
През 631 г. срещу него възниква бунт на благородниците, които получават помощ от краля на франките Дагоберт I под формата на войска. Преди да се стигне до битка Свинтила е изоставен при Сарагоса от поддръжниците си и от брат си Геила; отказва се от трона и водачът на бунтовниците Сизенанд е избран за нов крал.
Свинтила вероятно има малолетен син – Рицимер (Ricimer или Riccimirus), който е издигнал за съ-регент. Дъщеря му Лиувигото (или Лиувиготона) e омъжена през 662 г. за краля на вестготите Ервиг.
Намерена е златна корона на Свинтила в Guarrazar (провинция Толедо).